# Lorenz Specht
Lorenz Specht   (Ludwigsmoos, 21 de maig de 1931 - 30 d'agost de 2016) fou un pilot de trial i enduro alemany, guanyador del Campionat d'Europa d'enduro de 100 cc el 1970 i membre de l'equip de la RFA que guanyà el Trofeu als ISDT els anys 1957, 1961 i 1968. Fou també dues vegades campió d'Alemanya de trial (1960 i 1961) i set d'enduro entre 1962 i 1970. El 28 de maig de 1969, com a reconeixement als seus èxits, li fou concedida la Silbernes Lorbeerblatt.
Nascut a Ludwigsmoos, a l'Alta Baviera, no gaire lluny d'Ingolstadt, Specht va debutar en competició el 1951 en proves de trial. El 1955 entrà a Ardie com a pilot oficial mentre ja competia amb èxit en enduro. Quan Ardie, amb seu a Nuremberg, es va retirar d'aquesta disciplina, va passar a Zündapp. El 1957 va participar per primera vegada en els ISDT amb una Zündapp de 175 cc i va aconseguir el Trofeu junt amb els seus companys d'equip. Després d'això, va formar part de la selecció alemanya diverses vegades com a capità i repetí la victòria els anys 1961 i 1968. La seva darrera participació als ISDT fou al 1972, després de la qual va posar fi a la seva carrera.